# Наш человек в Марракеше
Наш человек в Марракеше (выпущен в Северной Америке как Bang! Bang! You’re Dead!) — британская комедия 1966 года, шпионский фильм снятый в Марокко.

## Сюжет
Один из шести путешественников, которые садятся на автобус из аэропорта Касабланка до Марракеша, несут 2 миллиона долларов, чтобы заплатить влиятельному местному жителю (Герберт Лом), чтобы он проголосовал ООН от имени неназванной страны. Но даже он не знает, кто курьер — его проверки показывают, что, по крайней мере, трое из них не те, кем себя называют. Поскольку агенты из других стран могут быть среди них, он и его приспешники должны быть очень осторожны, пока курьер не решит раскрыть себя сам…

## В ролях
- Тони Рэндалл — Эндрю Джессел
- Сента Бергер — Кира Становы
- Терри-Томас — Эль Каид
- Герберт Лом — мистер Казимир
- Уилфрид Хайд-Уайт — Артур Фэйрбратер
- Грегуар Аслан — Ахмед
- Джон Ле Мезурье — Джордж Лиллиуайт
- Клаус Кински — Жанкиль
- Маргарет Ли — Самии Восс
- Эмиль Стеммлер — служащий отеля
- Елена Сангинетти — мадам Бусени
- Франциско Санчес — Мартинеса
- Уильям Сангинетти — начальник полиции
- Хасан Эссакали — полицейский на мотоцикле
- Кит Пикок — Филипп

## Производство
Писатель Йелдхам и режиссёр Шарп оба были выходцами из Австралии и неоднократно работали с Харри Аланом Тауэрсом.